# Habenaria macruroides
Habenaria macruroides är en orkidéart som beskrevs av Victor Samuel Summerhayes. Habenaria macruroides ingår i släktet Habenaria och familjen orkidéer. Inga underarter finns listade i Catalogue of Life.